# Centerville (condado de Tyler)
Centerville es un área no incorporada ubicada dentro del Distrito Sur, una división civil menor del condado de Tyler (Virginia Occidental), Estados Unidos. Está catalogada como un asentamiento humano por la Junta de Nombres Geográficos de los Estados Unidos.
El número de identificación (ID) asignado por el Servicio Geológico de Estados Unidos es 1554098.

## Geografía
Se encuentra a una altitud de 233 metros sobre el nivel del mar (764 pies) según el conjunto de datos de elevación nacional.